# دانشگاه البیان
دانشگاه البیان (به عربی: جامعة البیان) یک دانشگاه در عراق است.